# Старый Безум
Старый Безум — деревня в Юкаменском районе Удмуртии, в составе Ертемского сельского поселения.

## География
Улицы:
- Заречная

## Население
Численность постоянного населения деревни составляет 42 человека (2007).